# فضل الرحمن فاضل
فضل الرحمن فاضل، هو دیبلوماسي فی وزارة الخارجیة الأفغانیة وكاتب صحفی حر، عمل كسفیرا لأفغانستان فی إندونيسيا ثم أوکرانیا، ثم تولي العمل كسفير لأفغانستان لدی جمهوریة مصر العربیة من یولیو عام 2013م وحتى یومنا هذا، عمل کرئیس التحریر لصحیفة «أنیس» الیومیة، ثم عين بعدها الملحق الثقافی فی سفارة أفغانستان بأنقرة.

## نشأته
فضل الرحمن فاضل بن الشهید قربان محمد یفتلی ولد فی 21 برج دلو 1336 هـ ش الموافق 10 فبرایر 1958م فی حارة دیوابیجی مدینة فیض آباد بمحافظة بدخشان بأفغانستان.
تعلم اللغة الفارسیة المتداولة عن والدته ثم بدء دراسته فی مدرسة خاصة فی بدخشان في مدرسة (کتّاب)حارته، وعادتاً ما تدیر هذه المدارس النساء المتعلمات، وفی عام 1966م التحق بمدرسة کوکجه (وفی ذلک الوقت كان يطلق عليها ثانویة شاه محمود غازی)، وفی عام 1972م التحق بمدرسة الإمام أبوحنیفة بکابول وتخرج فی هذه المدرسة عام 1977م.
التحق بجامعة کابول بکلیة الشریعة قسم الفقه والقانون وذلك بعد اجتیازه اختبارات القبول بالجامعة، ثم سلک طریق الهجرة فذهب إلی بيشاور سبتمبر عام 1979م فی زمن حکم «نورمحمد تره کی» وفی تلك الظروف الصعبة. بدأ نشاطاته الثقافية والتحق باللجنة الثقافیة (بجمعیة أفغانستان الإسلامیة) وخاصةً فی مجال طبع ونشر الکتب والمجلات لهذه الجمعیة، وعين لفترة مدیراً مسئولا عن جریدة (کاروان جهاد) الصادرة عن المرکز الإعلامی لمجاهدی بدخشان، ومدیراً مسئولا للمجلة الشهریة (میثاق خون) للمرکز الإعلامی (الکُتّاب والشعراء) للجنة الثقافیة لحزب جمعیة أفغانستان الإسلامیة.
سافر فضل الرحمن فاضل عام 1981م إلی مکة مکرمة لإکمال دراسته الجامعية فالتحق بجامعة أم القری بمعهد اللغة العربیة، وحصل منها علی الدبلوم العام فی التربیة وطرق تدریس اللغة العربیة. وبعد ذلک فی اواخر عام 1984 م سافر إلی بيشاور مرة أخرى، واستمر بجهوده الثقافیة بالاضافه إلى عمله کمدرس للغة العربیة فی المرکز التعلیمی الإسلامی لافغانستان فی بيشاور بباكستان، وکان هذا المرکز تحت إشراف حکومة المجاهدین المؤقتة، وکان هذا المرکز ایضا یدوّن ویرتب المناهج التعلیمیة لمدارس أفغانستان وعمل فی هذا المرکز کعضو فی لجنة تدوین الکتب المقررة لمادة القراءة الفارسیة للمراحل التعليمية من الصف السابع حتی الصف الثانی عشر مع السادة عبد الأحد تارشی ومحمد معروف فروغجر ومحمد ادریس منصوری ومحمد رفیق انصاری وغلام حسین مجددی والأستاذ مولانا زاده وشیر محمد دفتانی.

## الأعمال الثقافیة والوظائف
من عام 1989 هـ وحتى تأسیس دولة أفغانستان الإسلامیة کان الرئیس المنتخب لمنتدی الكتاب والشعراء لجمعية أفغانستان الإسلامیة.
بعد تأسیس دولة أفغانستان الإسلامیة، عمل کرئیس التحریر لصحیفة «أنیس» الیومیة، ثم عين بعدها الملحق الثقافی فی سفارة أفغانستان بأنقرة، ولكنه لم یجد جو أنقرة مناسباً للفعالیات الثقافیة فرجع إلی کابول مرة اخري وعمل کموظف بوزارة الخارجیة. ثم عیّن سکرتیر ثانی فی سفارة أفغانستان بدلهی إلى أن رُقی مستشارا فی تلک السفارة.
من نشاطاته الثقافية فی نیودلهی، کان رئیس تحریرجریدة «المیزان» للمرکز الإعلامی بسفارة أفغانستان فی نیو دلهي، وقد أسست هذه الجریدة فی 28 میزان 1375 هـ الموافق (28 اکتوبر 1996م) بواسطة السید مسعود خلیلی سفیر أفغانستان فی الهند. وکان السید فاضل رئیس تحریر ومسؤل هذه الجریدة من بدایة التأسیس وحتى سقوط حکومة طالبان.
و کانت هذه الجریدة تطبع بمقاس 15 * 20 بوصة فی 8 أو 24 صفحة، وکانت تعد الجریدة الوحیدة الحکومیة فی ذلك الوقت الذی کان فيه حكم دولة أفغانستان خارج کابول العاصمة.
في عام 2001م عیّن القنصل العام لأفغانستان فی مدینة «بون» بجمهوریة آلمانیا الاتحادیة إلی 2007م.
ثم عاد إلی کابول وأصبح مدیر الحقوق والمعاهدات (إدارة الحقوق والاتفاقیات) بوزارة الخارجیة لأکثر من سنة، ومن عام 2009 حتى 2010 م عمل کمدیرالشئون القنصلیة بوزارة الخارجیة بأفغانستان.
و أیضاً عمل السید فضل الرحمن فاضل سفیراً لأفغانستان فی إندونيسيا ثم أوکرانیا، ثم تولي العمل كسفير لأفغانستان لدی جمهوریة مصر العربیة من یولیو عام 2013م وحتى یومنا هذا.
بدأ فضل الرحمن فاضل عمله بالکتابة والترجمة من العربیة إلی اللغة الفارسیة فی عام 1972م حيث كان یکتب المقالات الأدبیة فی صحیفة بدخشان الیومیة وکان مثله الأعلی في ذلك الوقت، أخوه الاکبر الأستاذ فیض الرحمن فایض، مسؤول صفحة الشباب وصفحة الدین والعلم فی هذه الصحیفة والسید غلام حسین فعال، رئیس تحریر تلک الصحیفة.

## مؤلفات وتراجمه
وهذه قائمة بأعماله التی ترجمها من اللغات العربیة والاردیة والبشتو إلی اللغة الفارسیة ومؤلفاته المطبوعة فی کابل وبيشاور ولاهور ودلهی وجاکارتا وبون والقاهرة:
1. عمار بن یاسر
2. تحقیق (المسرحیة)
3. دو چهره (المسرحیة)
4. رمه ] القطیع) (المسرحیة)
5. امریکایی که من دیدم
6. خلل درکجاست؟
7. اسلام وجاهلیت
8. اخلاص
9. توحید
10. دعوتگر نامور استاد احمد زی شهید
11. روزهء ماه مبارک رمضان
12. مبادی اساسی فهم قرآن
13. مسلمانان بیدارشوید!
14. ردی برشبهات دشمنان اسلام
15. در یچه ای به سوی مرگ
16. نعمتهای بهشت
17. اسلام وآیندهء بشریت
18. دروس هایی از سیرت پیامبر اکرم د ر مورد راز داری (ترجمة کتاب: دروس فی الکتمان من الرسول القائد)
19. دوشیزهء جاکارتا (ترجمة کتاب: عذراء جاکارتا)
20. مجاهدین درمسکو (سفرنامه (
21. زندان سیار (ترجمة کتاب: الزنزانة المتجولة)
22. شهید پیروز استاد فیض الرحمن فایض (السیرة الذاتیة)
23. نماز ستون دین (ترجمة کتاب: الصلاة)
24. دعوتگر ووسایل أو
25. درس فی قلب المعرکة (الترجمة من الفارسیة إلی العربیة)
26. سرطان سرخ (السرطان الأحمر)
27. سیرت نبوی؛ درس‌ها واندرزها (ترجمة کتاب: السیرة النبویة؛ دروس وعبر)
28. گفت وشنود سه دعوتگر نامور پیرامون حکومت اسلامی
29. ملاشاه بدخشی: آثار وافکار (الترجمة من اللغة الأردیة)
30. بازتاب رویدادها (المقالات المختارة)
31. انگیزه های سقوط در نیمه راه مبارزه
32. أفغانستان از سلطنت امیر حبیب الله خان تاصدارت سردار هاشم خان (الترجمة من اللغة الأوردیة)
33. تندیسی برچکاد آزادی (حول حیاة ونضال الشهید احمد شاه مسعود)
34. غازی نامور، ملاصاحب چکنور (الترجمة من اللغة البشتویة)
35. ستاره دین، مولانا نجم الدین آخند زاده (الترجمة من اللغة البشتویة)
36. نقش تعصب قومی در سقوط دولت اسلامی اندلس
37. پیام هایی از «پیام أفغانستان»
38. سید جمال الدین الحسینی الافغانی؛ بیدار گر عصر[5]
39. حکایاتی از پیامبران برای شیر بچه ها (قصص النبیین للأطفال)
40. بانوی قهرمان؛ خوله دختر ازور (الفارسة خولة بنت الأزور)
41. دژ الموت (قلعة الموت)
42. تعصب ویرانگر تمدن ها (ترجمة کتیب: التعصب مدمر الحضارات)
43. العلاقات الأفغانیة المصریة فی مرآة الوثائق والصور
44. صرخة عبر القرون وسبع قصص أخری (ترجمة ثمانی قصص قصیرة عن اللغة الفارسیة)
45. افراط در دین وزندگی
46. سید جمال الدین افغانی ونخبگان أفغانستان
47. نشانه های بارز اعتدالگرایی
48. درمان واقعی پدیدهء تعصب دینی واجتماعی
49. رسانه ها وفرهنگ وسطیت
50. آیین اختلاف در اسلام (ترجمة کتاب: أدب الاختلاف فی الإسلام)
51. دیباچه ها
52. اعتدالگرایی هدف شرعی ومتمدنانه (ترجمة کتاب: الوسطیة مطلب شرعی وحضاری)
53. نیچریه أول رسالة مطبوعة من السید جمال الدین الأفغانی
54. حقیقت جهاد در اسلام
55. زینب پیام رسان قیام کربلا
56. دیباچه‌های دیگر
57. مولانا منصور انصاری
58. افغان، أفغانستان واقبال
59. طلایه‌دار شاعران معاصر أفغانستان، استاد خلیلی (ترجمة کتاب: الأستاذ خلیل الله خلیلی، شاعر أفغانستان المعاصر للدکتورة عفاف السید زیدان).

## الأعمال التی أعدها للطباعة وقدّم لها وکتب هوامشها
عدد من الأعمال التی أعدها للطباعة وقدّم لها وکتب هوامشها وطبعها فی القاهرة:
1. أثر الإسلام فی العلوم والفنون (تألیف: العلامة السلجوقی)
2. الرد علی الدهریین (تألیف: السید جمال الدین الأفغانی)
3. یادی از شهید مولانا عبید الله صافی (تألیف: المولانا حنیف بلخی)
4. النص الأصلی لرسالة «نیچریه» (تألیف: السید جمال الدین الأفغانی)
5. افکار شاعر (تألیف: العلامة السلجوقی)
6. معاهدة المودة والصداقة (معاهدة المودة والصداقة بین أفغانستان ومصر)
7. سدهء سید در روزنهء سراج الأخبار (تألیف: محمود الطرزی)
8. عبقریان أو نوری قصی (تألیف: مرحوم شفیق)
9. محمد موسی شفیق کتابات، حوارات وخطابات
10. از قاهره به کابل - من القاهرة إلی الکابول- (تألیف: محمد صادق المجددی)[6]

## الکتب التی لم يتم طبعها
1. اصول دعوت
2. امریکا از دیدگاه سیدقطب
3. سفری به سوی فردا
4. حقوق زن دراسلام
5. زیستنامهء شهیدان
6. حرف های دوران جهاد
7. قهرمان سترگ صلاح الدین ایوبی
8. امام اعظم ابوحنیفه
9. الفوز الکبیر فی اصول التفسیر، / شاه ولی الله دهلوی (تحقیق)
10. الخطب المصریة
11. رقاصه وسیاسی (الراقصة والسیلسی) الأستاذ احسان عبد القدوس
12. قاتل حمزه تألیف الدکتور نجیب الکیلانی
13. ناصر خسرو، لعل بدخشان
14. کتابشناسی توصیفی سید جمال الدین افغانی
15. سفیران أفغانستان در مصر (سفراء أفغانستان فی مصر).